# Populierenbladroller
De populierenbladroller of populierenscheutboorder (Gypsonoma aceriana) is een nachtvlinder uit de familie Tortricidae, de bladrollers.
De spanwijdte varieert van 13 tot 15 millimeter. 